# Roger Vailland

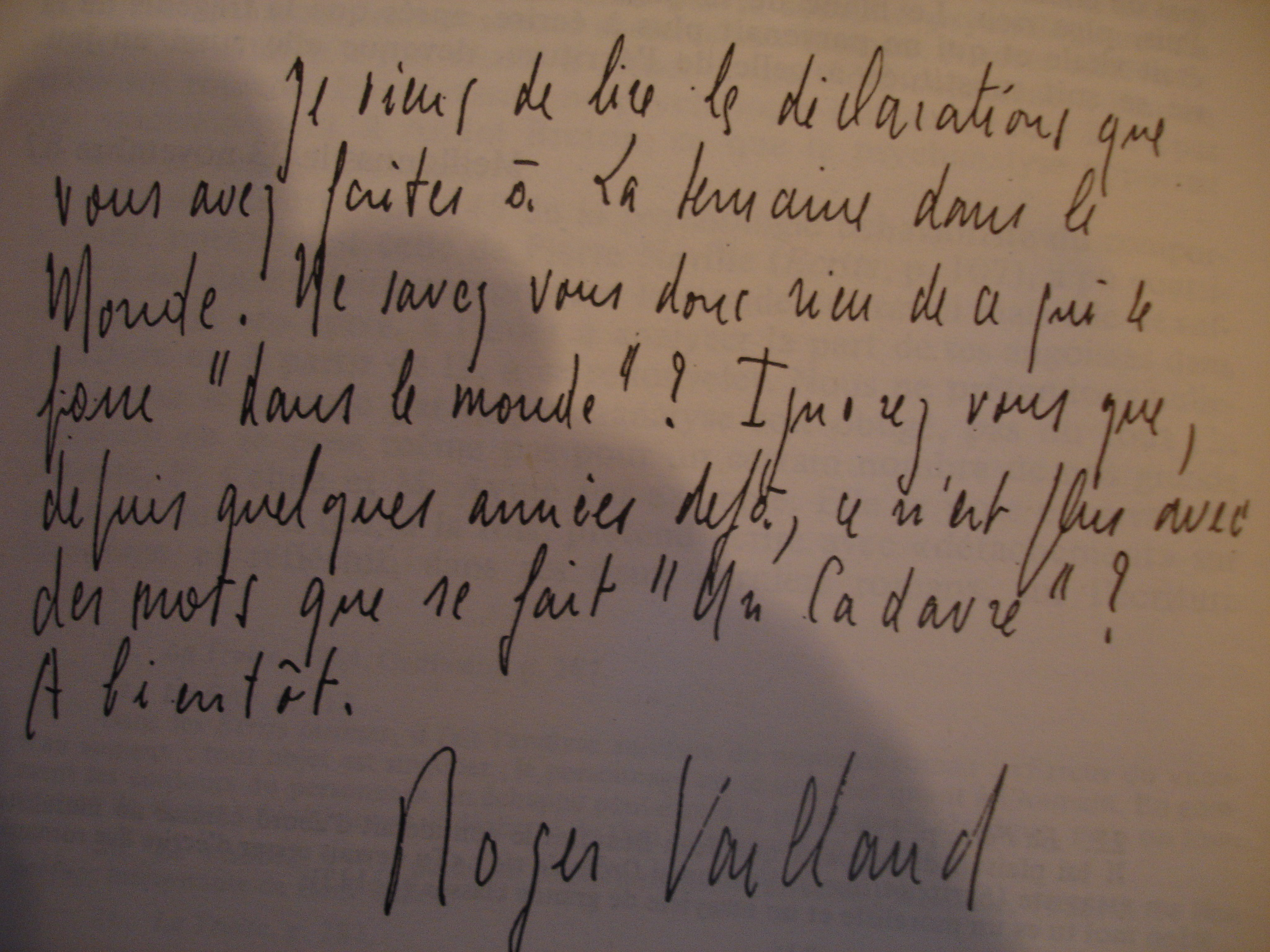
Levéltervezet André Bretonnak, 1948, a Cadavre exquis, szürrealista módszer művészeknek és íróknak (fordítással).

Roger Vailland (Oise, 1907. október 16. –‎ Meillonnas, 1965. május 12. vagy 1965. május 11.) francia regényíró, esszéista és forgatókönyvíró.

## Életrajza
Vailland az Oise mgyei Acy-en-Multienben született. Regényei közé tartozik a díjnyertes Drôle de jeu (1945), Les mauvais coups (1948), Un jeune homme seul (1951), 325 000 francs (1955) és a Goncourt-díjas La loi (1957). Forgatókönyvei közé tartozik a Les liaisons dangereuses (Claude Brûlé-val és Roger Vadimmal, 1959) és a Le vice et la vertu (Vadimmal, 1962). 57 éves korában halt meg Meillonnasban, az Auvergne-Rhône-Alpes-i Ainban.
Vailland részt vett a francia ellenállásban a náci megszállás alatt. Drôle de jeu (Játék a tűzzel) című regényét az antifasiszta ellenállásról szóló egyik legjobb regénynek tartják. Belépett a Francia Kommunista Pártba, de az 1956-os magyar forradalom szovjet leverése után kilépett. Élete hátralévő részében független baloldali maradt.

## Bibliográfia

### Regények
- Drôle de jeu, Prix Interallié, Éditions Corrêa, Paris, 1945
- Les Mauvais coups, Éditions Sagittaire, 1948
- Bon pied, bon œil, Éditions Corrêa, Paris, 1950
- Un Jeune homme seul, Éditions Corrêa, Paris, 1951
- Beau masque, Éditions Gallimard, Paris, 1954
- 325 000 francs, Éditions Corrêa, Paris, 1955
- La Loi, Prix Goncourt 1957. English: The Law
- La Fête, Éditions Gallimard, Paris, 1960
- La Truite, Éditions Gallimard, Paris, 1964
- La Visirova, Messidor, Paris, 1986
- Cortès, le conquérant de l'Eldorado, Messidor, Paris, 1992

### Útleírás
- Boroboudour, Éditions Gallimard, Paris
- Boroboudour, voyage à Bali, Java et autres îles, Éditions du Sonneur Archiválva 2012. július 20-i dátummal a Wayback Machine-ben, Paris

### Folyóiratok
- Chronique d’Hiroshima à Goldfinger : 1945-1965, Éditions sociales, Paris, 1984
- Chronique des années folles à la Libération, Éditions sociales, Paris, 1984.
- Écrits intimes, Éditions Gallimard, Paris, 1982.

### Színház
- Héloïse et Abélard, Editions Corréa, 1947
- Le Colonel Foster plaidera coupable, színdarab öt felvonásban, les Éditeurs réunis, Paris, 1952.
- Monsieur Jean, Éditions Gallimard, Paris, 1959

### Esszék
- Laclos, Éditions du Seuil, Paris, 1953
- Éloge du Cardinal de Bernis, Éditions Grasset, Paris, 1956.
- Expérience du drame, Éditions du Rocher, Monaco, 2002
- Un homme du peuple sous la Révolution, Éditions Gallimard, Paris, 1979
- Le regard froid : réflexions, esquisses, libelles, 1945-1962, Éditions Grasset, Paris, 1998
- N’aimer que ce qui n’a pas de prix, Éditions du Rocher, Monaco, 1995
- Les pages immortelles de Suétone, Éditions du Rocher, Monaco, 2002
- Le Saint-Empire, Éditions de la différence, Paris, 1978
- Le Surréalisme contre la révolution, Éditions Complexe, Bruxelles, 1988

### Magyarul megjelent
- Szép Maszk (Beau Masque) – Új Magyar, Budapest, 1956 · Fordította: Papp Gábor · Illusztrálta: Szőnyi Gyula
- Színházi tapasztalatok (Expériences du drame) – Színháztudományi Intézet, Budapest, 1960 · Fordította: Sz. Szántó Judit
- 325000 frank (325 000 Francs) – Szépirodalmi, Budapest, 1962 · Fordította: Tardos Tibor
- Különös játék (Drôle de jeu) – Európa, Budapest, 1963 · Fordította: Gordon Etel
- Gonosz játékok (Les mauvais coups) – Európa, Budapest, 1973  · Fordította: Szávai János
- A törvény (La loi) – Európa, Budapest, 1976 · ISBN 9789636140663 · Fordította: Szekeres György · Illusztrálta: Kass János
- Szép Maszk / 325000 frank (Beau Masque / 325 000 Francs) – Európa, Budapest, 1977 · ISBN 9789636140663 · Fordította: Papp Gábor, Tardos Tibor · Illusztrálta: Kass János

## Fordítás
- Ez a szócikk részben vagy egészben  a   Roger Vailland című angol Wikipédia-szócikk fordításán alapul.  Az eredeti cikk szerkesztőit annak laptörténete sorolja fel. Ez a jelzés csupán a megfogalmazás eredetét és a szerzői jogokat jelzi, nem szolgál a cikkben szereplő információk forrásmegjelöléseként.